# Staci Keanan
Staci Keanan ou Stacy Keanan, de son vrai nom Anastasia Sagorsky (née le 6 juin 1975 à Devon, Pennsylvanie), est une actrice américaine.
Ses parents s'appellent Jackie et Irv, et sa sœur Pilar.

## Biographie
Elle a joué notamment dans la série télévisée Notre belle famille, dans le film Meurtre sur répondeur (aux côtés de Cheryl Ladd), ainsi que dans la série Mes deux papas (My Two Dads).

## Filmographie

### Cinéma
- 1990 : Meurtre sur répondeur (en) (Lisa) de Gary Sherman : Lisa
- 1995 : Ski Hard de David Mitchell : Annie Meyers
- 1997 : Nowhere de Gregg Araki : Ever
- 2004 : Stolen Poem de Austin Grady : Jamie
- 2006 : Hidden Secrets de Carey Scott : Rachel Wilson
- 2009 : Sarah's Choice de Chad Kapper : Denise (vidéo)
- 2010 : Holyman Undercover de David A.R. White : Carmen
- 2010 : Encore toi ! (You Again) de Andy Fickman : Dana
- 2010 : Death and Cremation de Justin Steele : Becky Weaver

### Téléfilms
- 1990 : Casey's Gift: For Love of a Child de Kevin James Dobson : Kathy Ctilwell
- 1994 : ABC Sneak Peek with Step by Step de Richard Correll : Dana Foster

### Séries télévisées
- 1987 : À nous deux, Manhattan (I'll Take Manhattan) : Angelica Cipriani
- 1987-1990 : Mes deux papas (My Two Dads) : Nicole Bradford (60 épisodes)
- 1990 : ABC TGIF : Dana
- 1990-1991 : Going Places (en) : Lindsay Bowen (19 épisodes)
- 1991-1998 : Notre belle famille (Step by Step) : Dana Foster (160 épisodes)
- 1996 : Incorrigible Cory (Boy Meets World) : Dana (1 épisode)
- 1997 : Loïs et Clark : Les Nouvelles Aventures de Superman (Loïs and Clark: The New Adventures of Superman) : Becky Samms (1 épisode)
- 1998 : Cybill : Lacy (1 épisode)
- 1998 : Diagnostic : Meurtre (Diagnosis Murder) : Cindy Garrett (1 épisode)